# استان ماکیرا-اولاوا
استان ماکیرا-اولاوا (به لاتین: Makira-Ulawa Province) یک تقسیمات کشوری یک کشور در جزایر سلیمان است که در جزایر سلیمان واقع شده‌است.

## خصوصیات
استان ماکیرا-اولاوا ۳٬۱۸۸ کیلومترمربع مساحت و ۴۰٬۴۱۹ نفر جمعیت دارد.